# Капуа, Илария
Илария Капуа (итал. Ilaria Capua; род. 21 апреля 1966, Рим) — итальянский вирусолог и политик.

## Биография
Родилась 21 апреля 1966 года в Риме, в 1989 году окончила с отличием Перуджийский университет по специальности «ветеринария», в 1991 году окончила Пизанский университет, где специализировалась в гигиене и здравоохранении животных, позднее получила докторскую степень в Падуанском университете. Возглавляла отдел сравнительных биомедицинских исследований в Экспериментальном зоопрофилактическом институте (Леньяро), где внесла существенный вклад в выработку стратегии вакцинации против птичьего гриппа.
В 2013 году избрана в Палату депутатов Италии при поддержке партии «Гражданский выбор». C 2014 года официально находилась под следствием по подозрению в причастности к распространению эпидемии птичьего гриппа, но 5 июля 2016 года была полностью оправдана в суде Вероны.
20 июня 2016 года возглавила Центр усовершенствования при Флоридском университете в США, действующий в рамках программы One Health, которая увязывает воедино состояние окружающей среды, здоровье людей и животных.
28 сентября 2016 года Палата депутатов утвердила добровольную отставку Капуа.
В 2020 году удостоена специальной премии Виареджо.
В июне 2021 года в контексте пандемии COVID-19 назвала ложной проблему распространения новых вариантов коронавируса, поскольку вакцины, созданные против его изначальной формы, эффективны в любом случае.

## Труды

### Монографии
- Ilaria Capua, Franco Mutinelli, A colour atlas and text on Avian Influenza, Casalecchio di Reno, Papi, 2001, ISBN 88-88369-00-7.
- Ilaria Capua, Dennis Alexander, Avian influenza and Newcastle disease. A field and laboratory manual, Milano, Springer, 2009, ISBN 978-88-470-0825-0.

### Научно-популярные работы
- Ilaria Capua, Idee per diventare veterinario. Dallo studio delle malattie degli animali alla prevenzione dell’influenza aviaria, Bologna, Zanichelli, 2007, ISBN 978-88-08-26628-6.
- Ilaria Capua, I virus non aspettano. Avventure, disavventure e riflessioni di una ricercatrice globetrotter, Venezia, Marsilio, 2012, ISBN 978-88-317-1295-8.
- Ilaria Capua, Abbecedario di Montecitorio, Padova, In Edibus, 2016, pp. 107, ISBN 978-88-97221-47-0.
- Ilaria Capua e Daniele Mont D’Arpizio, Io, trafficante di virus. Una storia di scienza e di amara giustizia, Rizzoli, 2017, pp. 235, ISBN 978-88-17-14964-8.
- Ilaria Capua, Salute circolare. Una rivoluzione necessaria, 1ª ed., Milano, Egea, 2019, pp. 118, ISBN 978-88-238-3738-6.
- Ilaria Capua, Salute circolare. Una rivoluzione necessaria, 2ª ed., Milano, Egea, 2020, pp. 122, ISBN 978-88-238-3796-6.
- Ilaria Capua, Il Dopo. Il virus che ci ha costretto a cambiare mappa mentale, Mondadori, 2020, pp. 135, ISBN 978-88-04-73131-3.
- Ilaria Capua, Ti conosco mascherina, Milano, La Coccinella Editrice, 2020, ISBN 978-88-550-6195-7.

## Награды
- Великий офицер ордена «За заслуги перед Итальянской Республикой» (9 ноября 2012 года)[7].